# Carcassonne
Carcassonne je město v jižní Francii v departementu Aude a regionu Okcitánie, asi 70 km severozápadně od Perpignanu. Protéká jím řeka Aude a prochází jím Canal du Midi.
Město má dvě městská centra, jimiž jsou větší, středověké město La Bastide Saint-Louis, někdy označované jako "Ville Basse" (Dolní město) a "La Cité", což je původní město, vzniklé přebudováním původního keltského oppida. Původní opevněné město, středověká městská pevnost Carcassonne, vypínající se 
na pahorku na pravém břehu Aude, patří k nejzachovalejším středověkým pevnostním městům v celé Evropě a byla roku 1997 zařazena na seznam kulturních památek organizace UNESCO.

## Historie

### Počátky
V 6. století př. n. l. se na malém návrší nad říčkou Aude usadili iberští Keltové. Jejich nadvláda neměla dlouhého trvání, protože již o tři století později se na tomto strategickém místě usadil jiný keltský kmen (fr. Les Volces-Tectosages) a založil zde ve 3. století př. n. l. galské oppidum s názvem Carsac. Toto oppidum bylo nazýváno později Římany Colonia Julia Carcaso.

### Formování pevnosti
Roku 122 dobyli tuto oblast Římané a opevnění někdejšího oppida vylepšili. Stěhování národů je přimělo k tomu, aby v úpravách pokračovali, ve 3. století okruh hradeb zesílili a přistavěli několik věží. Tak začalo vznikat hradební město Carcassonne. Do poloviny 5. století ovládali region Římané, poté padlo město do rukou západních Gótů, kteří ho měli v rukou až do roku 725 přesto, že se je Chlodvík I. pokoušel v roce 509 neúspěšně dobýt. V 8. století město obsadili Arabové, ale franský král Pipin Krátký je s pomocí západogótských kmenů roku 759 zapudil a Carcassonne se stalo franským lénem. Po smrti Karla Velikého se začalo s dělením Franské říše. Město připadlo rodu Trencavelů za jejichž vlády (1082–1209) dosáhlo nebývalého rozkvětu. Hrabě z Trencavelu nechal postavit na nejvyšším místě pahorku uprostřed hradního města opevněný zámek. Od zbytku opevnění byl oddělen suchým příkopem a chráněn pěti věžemi. Přístupu brání dvě padací mříže a okovaná brána, kterou musely kvůli znemožnění zrady obsluhovat alespoň dvě osoby.

### Křížová výprava

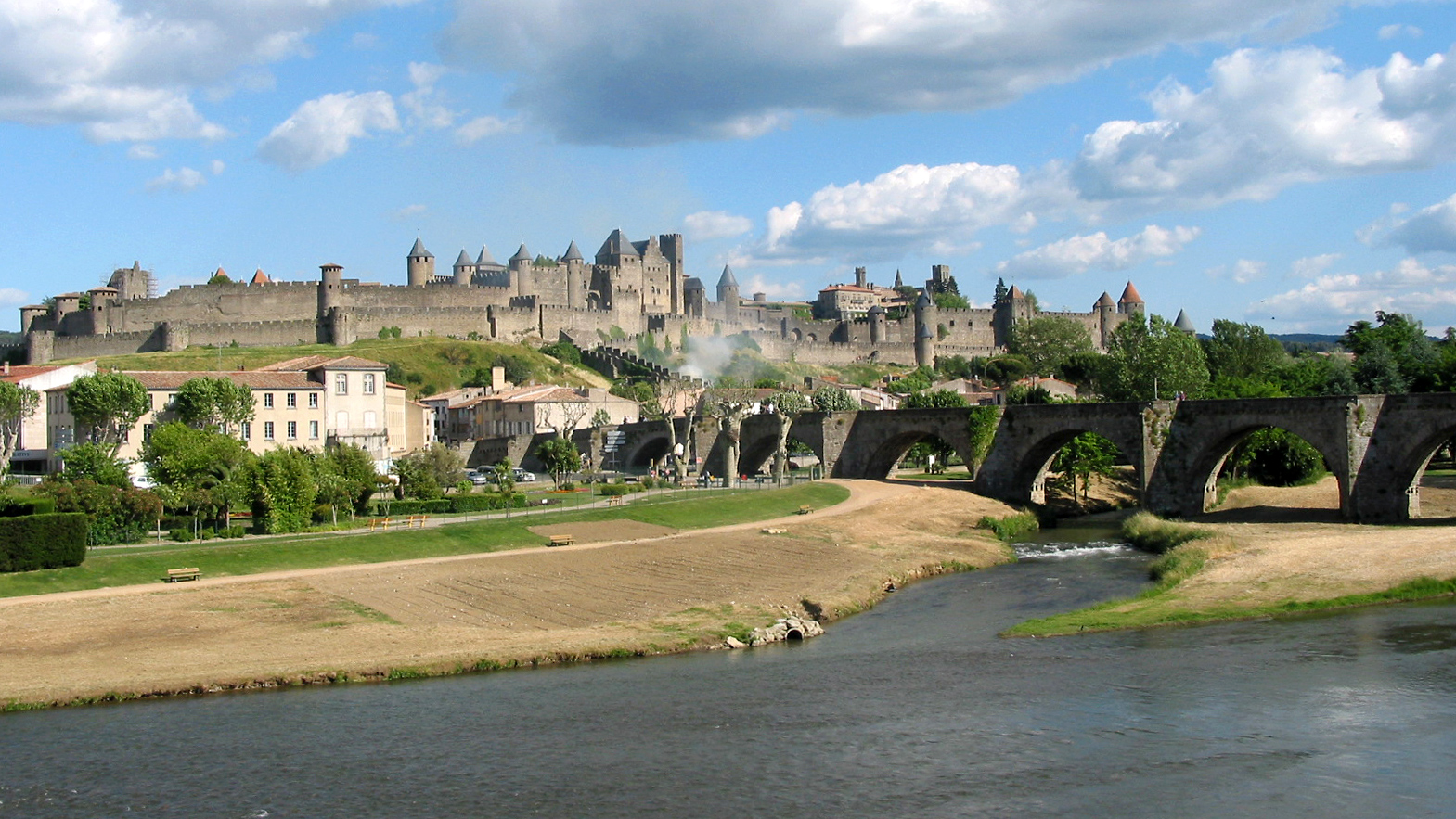
Carcassonne, řeka Aude a most Le Pont Vieux.

V dobách tohoto nebývalého rozkvětu se v okolí rozšířilo katarské hnutí (Albigenští). Carcassonnský vikomt Raymond Roger Trencavel, (1185–1209) na svém panství tuto heresi trpěl a dokonce i ochraňoval. Avšak papež Inocenc III. rozhodl v roce 1208 o křížové výpravě proti albigenským a město začalo obléhat vojsko severofrancouzských rytířů pod vedením Simona IV. z Montfortu. Carcassonne, jehož opevnění bylo z velké části přes 1000 let staré, po 15 dnech padlo. Současně bylo dobyto sousední město Béziers, které rovněž patřilo k vlastnictví Raymonda Rogera Trencavela. Obyvatelstvo obou měst bylo kompletně zmasakrováno (20 000 obětí) a Simon z Montfortu kraj obdržel jako své léno.

### Zkáza a následná obnova
V následujících letech se o Carcassonne často bojovalo, trencavelští se je neustále snažili získat zpátky. Následkem toho bylo hospodářství regionu silně poškozeno a období kulturního rozkvětu vzalo za své. Konečně roku 1240 připadlo s konečnou platností francouzskému králi, který nechal celé okolí srovnat se zemí. Tímto se stalo Carcassonne základním prvkem obranného systému Francie na jeho jižní hranici s Aragonem. Začleněním do oblasti královského vlivu se město začalo rychle rozvíjet a během následujících dvou století získalo svoji současnou podobu. Roku 1262 vznikl na levém břehu řeky nový městys – La Bastide Saint-Louis. Obě sídla tvořila samostatné správní jednotky s oddělenými radnicemi. Zde se naplno rozvíjelo hospodářství a obchod, kdežto staré město sloužilo jako královská pevnost. Pomalu chátrající zeď byla zesílena a zajištěna druhou vnější hradbou a město získalo pověst nedobytnosti. Eduard z Woodstocku, Černý princ město roku 1355 obléhal, ale protože si byl vědom nesmyslnosti svého počínání, nechal alespoň zapálit Dolní město a s nepořízenou odtáhl. La Bastide však bylo okamžitě opraveno.

### Konec pevnosti
Po pyrenejském míru roku 1659 byl k francouzské říši připojen Roussillon a Carcassonne jako hraniční město ztratilo na významu. S nástupem nových válečných technik už nemělo smysl do hradního města investovat, a tak se opevnění pomalu rozpadalo.
V 18. století z něj byla už jenom zchudlá čtvrť, které hrozilo stržení, zatímco takzvané Dolní město se dále rozrůstalo. Teprve architekt Viollet-le-Duc se spolu se spisovatelem Prosperem Mériméeem postaral o rozsáhlou rekonstrukci a zachránil město i pro další generace obdivovatelů. K administrativnímu sloučení obou sídelních celků došlo roku 1791 na základě rozhodnutí z roku 1790.

### Legenda

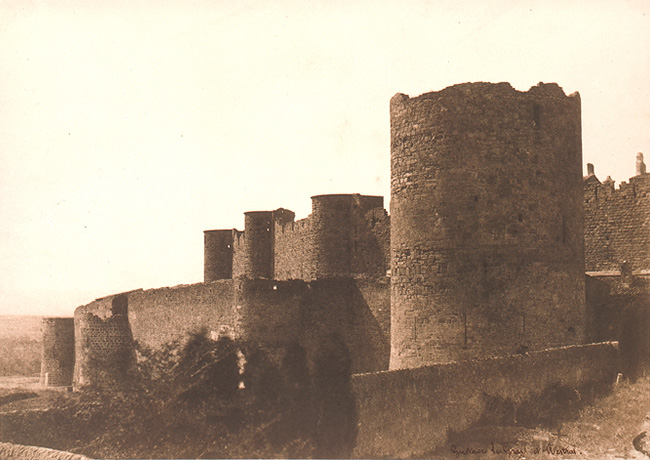
Gustave Le Gray, Auguste Mestral: Mury Carcassonne, 1851, Metropolitan Museum, New York

První sídliště na místě dnešního Carcassonne založili Keltové. Z jejich řeči pochází i název Carcaso.
Ale legenda zní mnohem zajímavěji. Podle pověsti obléhal Carcassonne již pátým rokem Karel Veliký. Městu pomalu docházely zásoby a obyvatelstvu nezbývalo nic jiného než se brzy vzdát. Hradní paní byla žena saracénského krále Balaacka, Carcas. Aby hrad zachránila, uchýlila se ke lsti. Z posledních zásob nechala vykrmit prase a když bylo dostatečně tlusté, shodila jej z hradeb přímo před Karla Velikého. Obléhatelé byli již sami na hranici vyčerpání a tak si při pohledu na vykrmené zvíře mysleli, že na hradě musí být jídla víc než dost. Zdrceně se tedy obrátili na cestu k domovu. Rozradostnělá tímto úspěchem nechala paní Carcas znít všechny městské zvony. Karlovo vojsko si na odchodu jenom povzdechlo Dame Carcas sonne, což znamená Paní Carcas zvoní. A tak mělo dle legendy přijít Carcassonne ke svému jménu.

## Vývoj počtu obyvatel
Počet obyvatel

## Významné osobnosti
- Fabre d'Églantine, básník
- Paul Sabatier, francouzský chemik a nositel Nobelovy ceny

## Pamětihodnosti
- Pevnost Carcassonne
- La Bastide Saint-Louis
- Le Pont Vieux (most)
- Le Canal du Midi

## Partnerské město
Eggenfelden